# Sukaresik (Sidamulih)
Sukaresik is een bestuurslaag in het regentschap Ciamis van de provincie West-Java, Indonesië. Sukaresik telt 4810 inwoners (volkstelling 2010).